# Ойстер-Бей (селище, Нью-Йорк)
Ойстер-Бей (англ. Oyster Bay) — переписна місцевість (CDP) в США, в окрузі Нассау штату Нью-Йорк. Населення — 7049 осіб (2020).

## Географія
Ойстер-Бей розташований за координатами 40°52′5″ пн. ш. 73°31′52″ зх. д. / 40.86806° пн. ш. 73.53111° зх. д. (40.868057, -73.531053).  За даними Бюро перепису населення США в 2010 році переписна місцевість мала площу 4,15 км², з яких 3,19 км² — суходіл та 0,96 км² — водойми.

## Демографія
Згідно з переписом 2010 року, у переписній місцевості мешкало 6707 осіб у 2758 домогосподарствах у складі 1646 родин. Густота населення становила 1615 осіб/км².  Було 2947 помешкань (710/км²).
Расовий склад населення:
| - 85,0 % — білих - 3,3 % — чорних або афроамериканців - 2,9 % — азіатів - 0,3 % — корінних американців - 5,4 % — осіб інших рас |

До двох чи більше рас належало 3,0 %. Частка іспаномовних становила 16,7 % від усіх жителів.
За віковим діапазоном населення розподілялося таким чином: 20,5 % — особи молодші 18 років, 61,8 % — особи у віці 18—64 років, 17,7 % — особи у віці 65 років та старші. Медіана віку мешканця становила 42,6 року. На 100 осіб жіночої статі у переписній місцевості припадало 93,4 чоловіків;  на 100 жінок у віці від 18 років та старших — 88,5 чоловіків також старших 18 років.
Середній дохід на одне домашнє господарство  становив 124 505 доларів США (медіана — 91 453), а середній дохід на одну сім'ю — 143 371 долар (медіана — 120 391). Медіана доходів становила 86 607 доларів для чоловіків та 73 268 доларів для жінок. За межею бідності перебувало 3,6 % осіб, у тому числі 0,0 % дітей у віці до 18 років та 10,0 % осіб у віці 65 років та старших.
Цивільне працевлаштоване населення становило 3420 осіб. Основні галузі зайнятості: освіта, охорона здоров'я та соціальна допомога — 27,0 %, науковці, спеціалісти, менеджери — 13,4 %, мистецтво, розваги та відпочинок — 11,3 %, фінанси, страхування та нерухомість — 9,9 %.